# Жаворонки (Могилёвская область)
Жа́воронки (бел. Жа́варанкі) — посёлок в составе Бортниковского сельсовета Бобруйского района Могилёвской области Республики Беларусь.

## Население
- 2010 год — 5 человек